# Rophites gusenleitneri
Rophites gusenleitneri là một loài Hymenoptera trong họ Halictidae. Loài này được Schwammberger mô tả khoa học năm 1971.